# Puchały (gmina)
Puchały – dawna gmina wiejska istniejąca do 1954 roku w woj. białostockim i przejściowo w woj. warszawskim (dzisiejsze woj. podlaskie). Siedzibą władz gminy były Puchały.
Przez większą część okresu międzywojennego gmina Puchały należała do powiatu łomżyńskiego w woj. białostockim. 1 kwietnia 1939 roku gminę Puchały wraz z całym powiatem łomżyńskim przyłączono do woj. warszawskiego.
Według Powszechnego Spisu Ludności z 1921 roku gminę zamieszkiwało 6.289 osób, 5.798 było wyznania rzymskokatolickiego, 6 prawosławnego, 50 ewangelickiego a 435 mojżeszowego. Jednocześnie 6.020 mieszkańców zadeklarowało polską przynależność narodową, 30 niemiecką, 231 żydowską a 8 rosyjską. Było tu 916 budynków mieszkalnych.
Przez krótki okres po wojnie gmina zachowała przynależność administracyjną, lecz już z dniem 18 sierpnia 1945 roku została wraz z powiatem łomżyńskim wyłączona z woj. warszawskiego i przyłączona z powrotem do woj. białostockiego. Według stanu z 1 lipca 1952 roku gmina była podzielona na 29 gromad.
Gmina została zniesiona 29 września 1954 roku wraz z reformą wprowadzającą gromady w miejsce gmin. 13 listopada 1954 roku gromada Puchały weszła w skład nowo utworzonego powiatu zambrowskiego. Jednostki nie przywrócono 1 stycznia 1973 roku po reaktywowaniu gmin, a jej dawny obszar wszedł głównie w skład gmin Piątnica i Zambrów.